# Ульянов, Юрий Владимирович
Юрий Владимирович Ульянов (27 февраля 1937, Ленинград — 30 июня 2019, Санкт-Петербург) — советский игрок в хоккей с мячом. Мастер спорта СССР (1963). Заслуженный тренер РСФСР (1986).

## Биография
Начал заниматься хоккеем с мячом в 1947 году. Вскоре попал в хоккейную школу «Красной Зари».
Окончил Ленинградский государственный институт физкультуры им. П. Ф. Лесгафта.
Выступал за команды «Энергия» Ленинград (1955—1958), «Светлана» Ленинград (1958—1960), «Спартак» Ногинск (1960—1961), «Вымпел» Калининград МО (1962—1963), «Динамо» Ленинград (1963—1965), «Североникель» Мончегорск (1965—1972, январь 1973).
Бронзовый призёр чемпионата СССР (1963).
В сезоне 1961/62 играл в чемпионате СССР по хоккею с шайбой за ленинградский «Кировец».
Главный тренер «Североникеля» (1973—1991), начальник команды (1991—1998). Под руководством Ульянова клуб 11 раз выходил в финал первой лиги, дважды там побеждал.
Тренер-преподаватель отделения хоккея с мячом спортивной школы Мончегорска, подготовил несколько мастеров спорта и мастеров спорта международного класса.
С 1998 года работал в Санкт-Петербург детским тренером в «Красной заре», в ХК БСК.
Скончался 30 июня 2019 года.